# Мулати
Мулатите са потомци от браковете между представители на европеидната и негроидно-австралоидна раса, както и сравнително малобройните самбо – родени от смесените бракове между индианци и негри. Известни мулати са 44-тият президент на САЩ Барак Обама, Боб Марли, Вин Дизел, Роналдо, Ромарио, Марая Кери, Зендая, Хали Бери, Мегън Маркъл, Бобо, Вензи, Дожа Кет, Неймар и Прея
Тези хора живеят предимно в Южна Америка, но с напредването на глобализма се разпространяват навсякъде където има смесени популации на бели и чернокожи.